# Gaz pieprzowy

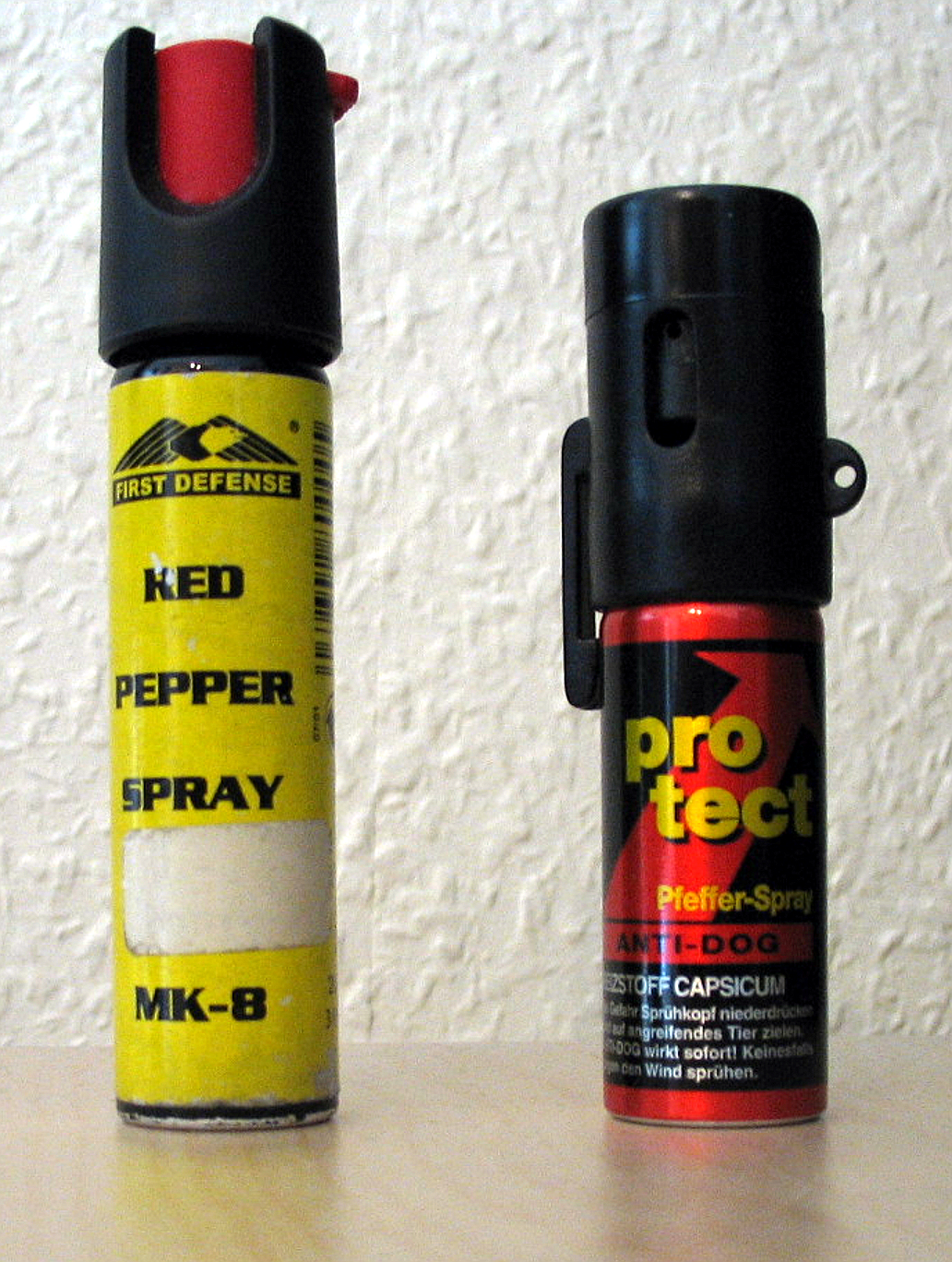
Miotacze gazu dostępne w sprzedaży w Niemczech

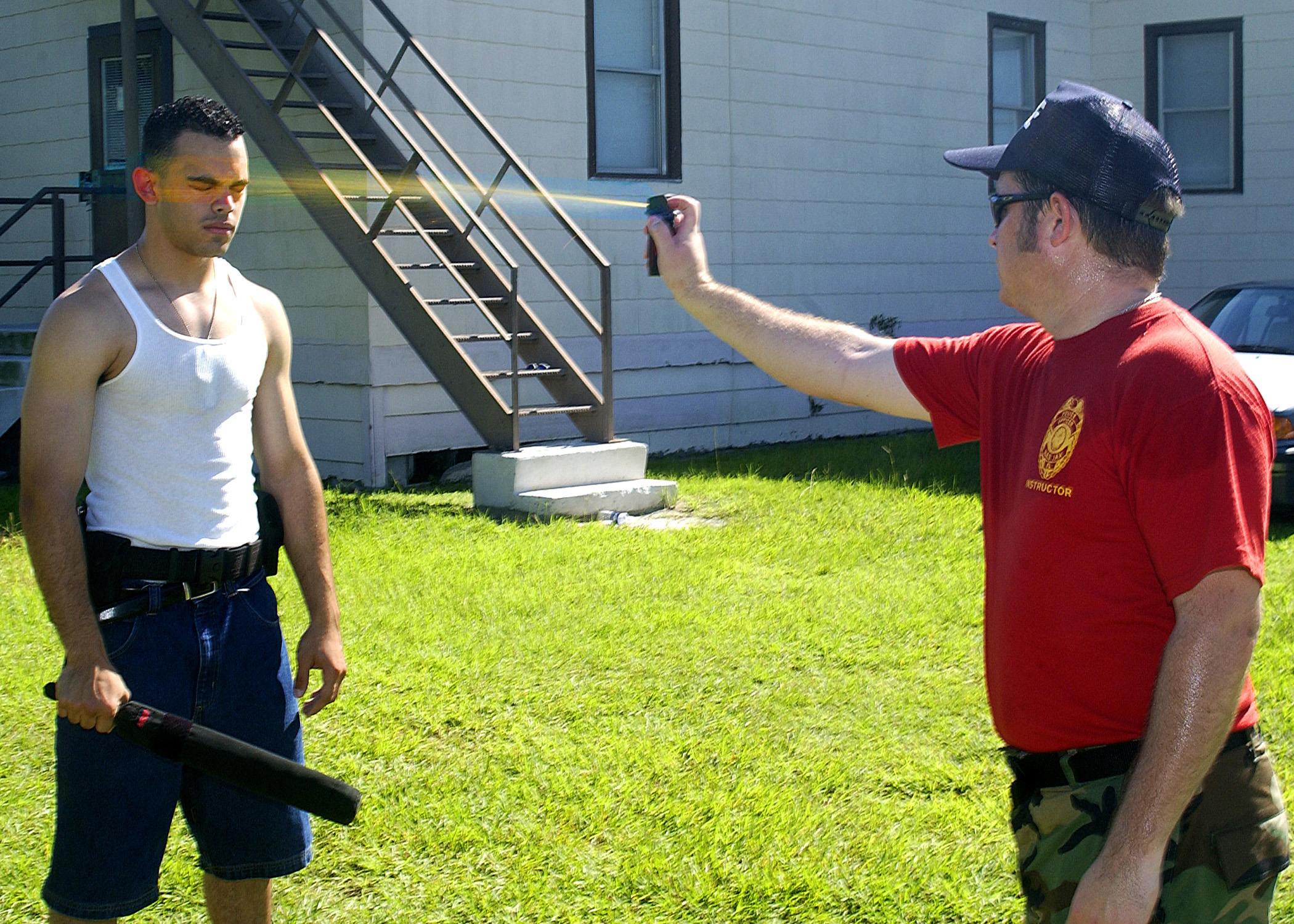
Demonstracja użycia sprayu pieprzowego

Gaz pieprzowy – jeden z lakrymatorów, w którym substancją czynną (do 15%) jest kapsaicyna, używany jest do samoobrony w zasięgu skutecznego rażenia czynnika miotanego, który może być rozpylony w postaci mgły (aerozol), strumienia lub żelu. 
Ponieważ gaz pieprzowy nie działa poprzez wywoływanie bólu, lecz poprzez wywołanie uczucia silnego pieczenia, połączonego z trudnością oddychania i utrzymania otwartych oczu oraz dezorientację, środek ten jest także skuteczny w konfrontacji z osobami pod wpływem alkoholu, narkotyków lub pod wpływem dużej ilości adrenaliny (pobudzone). Aby później zidentyfikować napastnika, gazy pieprzowe zawierają kolorowy barwnik (głównie odcienie czerwieni), który trudno jest zmyć z twarzy.
W Polsce sprzedawany jest jako ręczny miotacz gazu, który w myśl ustawy o broni i amunicji jest bronią, na którą nie jest wymagane pozwolenie.

Art. 11. Pozwolenia na broń nie wymaga się w przypadku:
[...]
8. posiadania ręcznych miotaczy gazu obezwładniającego

## Działanie

Wzór chemiczny kapsaicyny

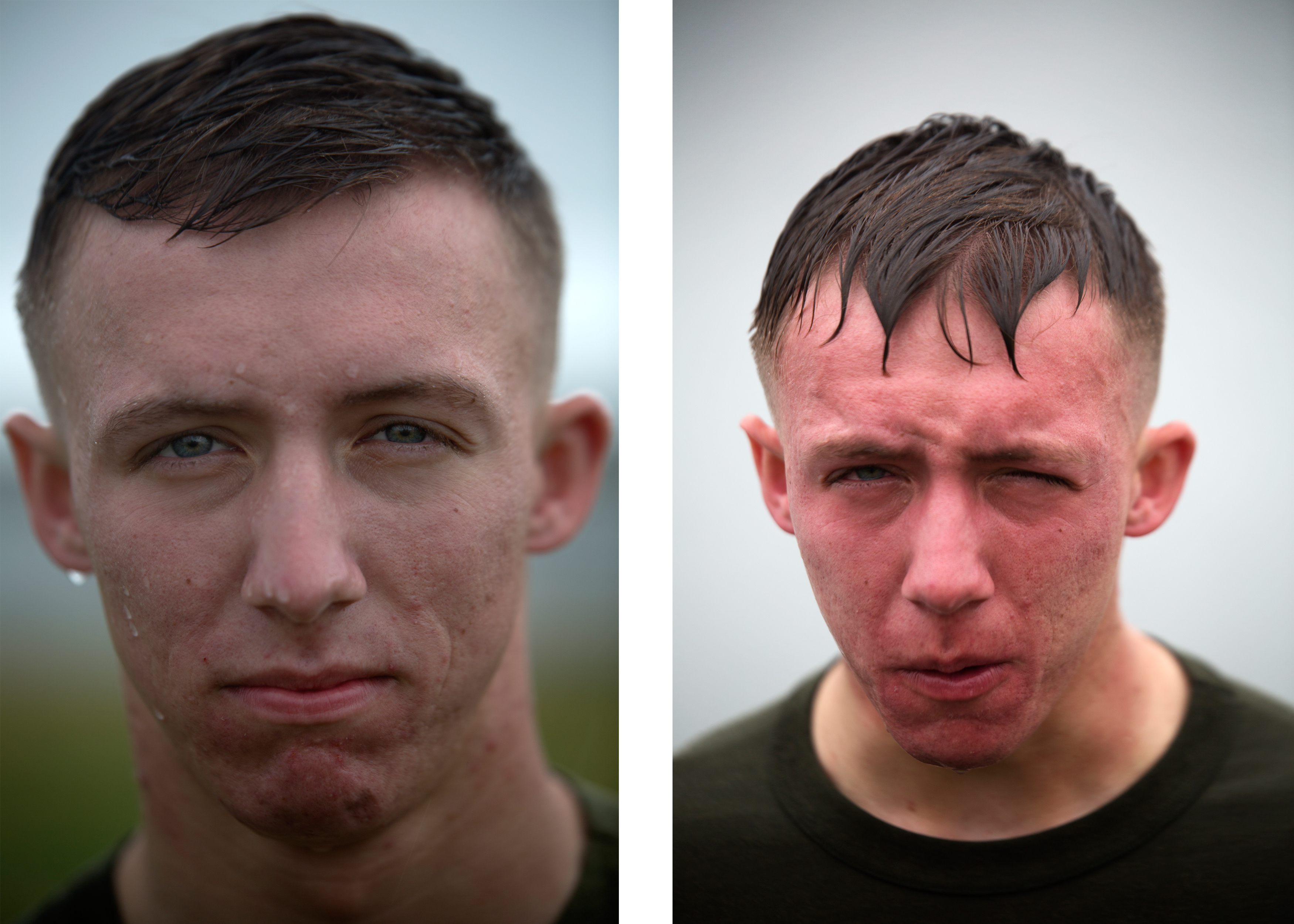
Żołnierz United States Marine Corps przed i po wystawieniu na działanie gazu pieprzowego

Głównym składnikiem aktywnym gazu pieprzowego jest kapsaicyna w postaci oleożywicy (OC, z ang. oleoresin capsicum). Wywołuje intensywne podrażnienie błon śluzowych i skóry. Kontakt z oczami wywołuje niemal natychmiastowy efekt, obejmujący palący ból, mimowolne zamknięcie oczu, łzawienie, podrażnienie spojówek, zaczerwienienie, świąd i blefarospazm. Wywołuje również tymczasową ślepotę. Zanieczyszczenie skóry wywołuje cierpnięcie, palący ból, obrzęk, wystąpienie rumienia i, sporadycznie, powstawanie pęcherzy. Po dostaniu się do dróg oddechowych gaz pieprzowy wywołuje podrażnienie wnętrza nosa, zwężenie światła dróg oddechowych, pieczenie w gardle, mocny kaszel i kichanie oraz duszność. Dalszymi skutkami jest dezorientacja, panika i utrata kontroli nad swoimi ruchami. Większość objawów ustępuje po 30–45 minutach.
Skuteczność gazu pieprzowego jako środka do samoobrony zależy od wielu czynników, osoby często spożywające ostre potrawy i przyprawy, takie jak chilli i tabasco, są w dużym stopniu odporne na działanie tego gazu. W przypadku wystrzału gazu bezpośrednio na twarz, może dojść do duszenia, obrażeń oczu oraz śluzówki. Jest szczególnie niebezpieczny dla osób z astmą, alergią i innymi podobnymi schorzeniami. W skrajnych przypadkach może wywoływać śmierć w wyniku reakcji alergicznej.

## Dekontaminacja

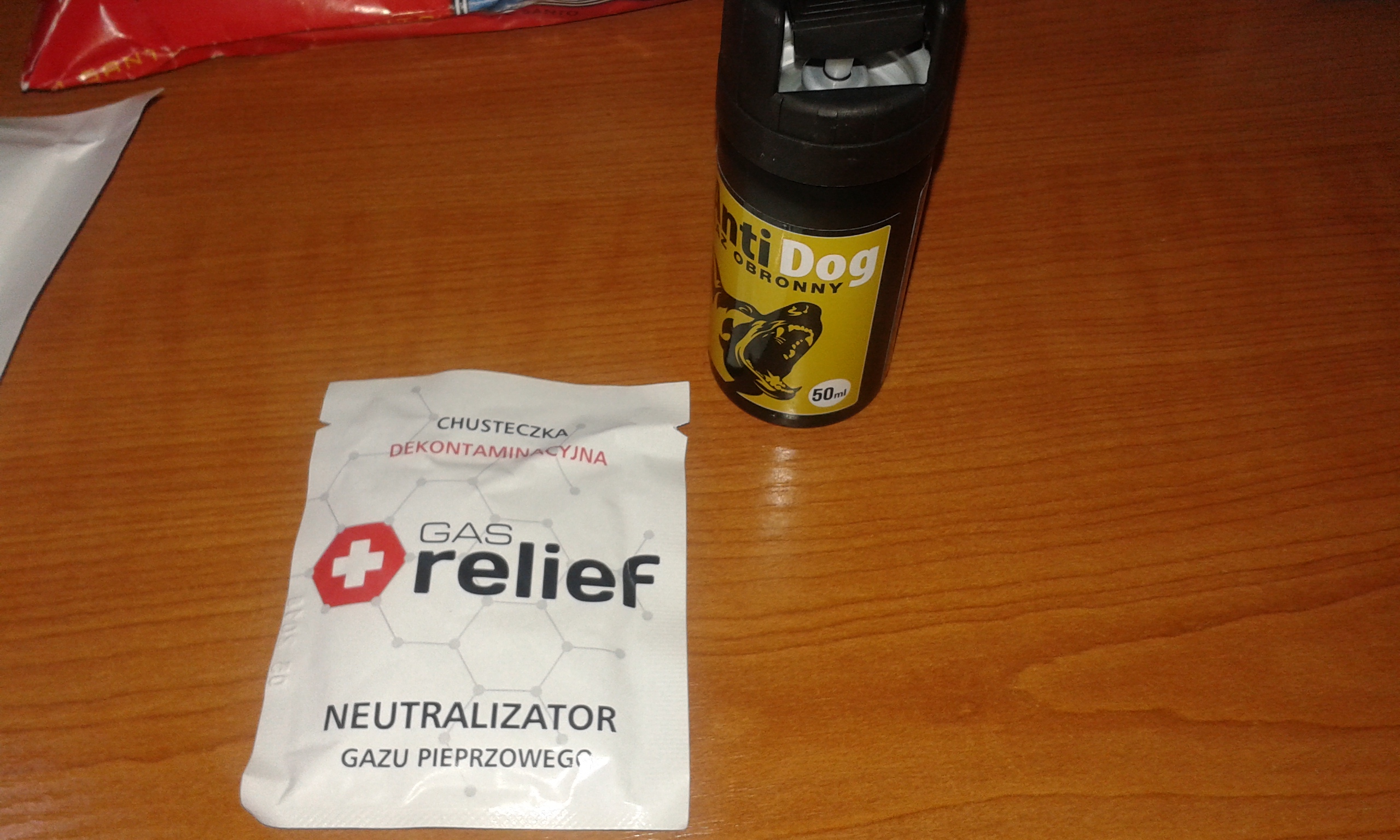
Gaz pieprzowy (50 ml) wraz z ziołową chusteczką dekontaminacyjną (16 × 18 cm)

Poszkodowanego należy w pierwszej kolejności zabrać z miejsca, w którym doszło do skażenia gazem pieprzowym, gdyż jego pozostałości mogą znajdować się w powietrzu bądź na ziemi i okolicznych przedmiotach. Konieczne jest zdjęcie skażonego ubrania, biżuterii oraz okularów czy soczewek kontaktowych. Dalsza dekontaminacja może nie być konieczna, gdyż większość objawów powinna zacząć ustępować po około kilkunastu lub kilkudziesięciu minutach. Można jednak użyć dużych ilości chłodnej wody w celu spłukania ze skóry większych ilości gazu pieprzowego bądź do przemycia oczu, unikając przy tych czynnościach pocierania skażonych miejsc. Niemożliwe jest jednak całkowite usunięcie środka drażniącego za pomocą wody z uwagi na jego niską rozpuszczalność. W dodatku użycie wody (zwłaszcza gorącej lub w postaci roztworu soli fizjologicznej) może chwilowo zwiększyć odczuwane dolegliwości bólowe. Gdy objawy nie zaczynają ustępować po około 45 minutach bądź w przypadku astmy lub innych chorób układu oddechowego u poszkodowanego, wskazane jest szukanie pomocy lekarskiej.
Przy skażeniu oczu, intensywne mruganie może przyspieszyć usuwanie gazu pieprzowego wraz ze łzami. Do przemywania skażonych miejsc można użyć również m.in. chłodnego mleka, łagodnych szamponów (dla dzieci), mydła w płynie, alkoholu bądź łagodnego płynu do mycia naczyń. Nie należy stosować tłustych mydeł, płynów bądź emulsji kosmetycznych. Zastosowanie olejów roślinnych i podobnych substancji jest, w zależności od źródła, odradzane bądź zalecane. Po przemyciu skażonych miejsc można zastosować zimny kompres w celu zmniejszenia bólu (np. z chłodnego mleka, lodu, śniegu czy lodów). W sprzedaży są również specjalne chusteczki i aerozole, które według producentów mają pomagać przy dekontaminacji oraz uśmierzać ból.
Skuteczność różnych środków stosowanych przy odkażaniu w celu zmniejszenia dolegliwości bólowych była przedmiotem badań. W badaniu skuteczności szamponu, mleka, wody, 2% żelu z lidokainą i preparatu Maalox nie stwierdzono jednak żadnych znaczących różnic, podobnie w innym badaniu porównującym skuteczność wody i szamponu.

## Rodzaje gazów pieprzowych
Istnieją gazy pieprzowe stworzone do obrony przed agresywnymi zwierzętami. Różnią się one jedynie ilością substancji czynnej, czyli OC. W takiego rodzaju gazach jego stężenie wynosi do 11% („ludzkie” około 15%).
Gazy mogą być w postaci aerozolu lub tzw. żelu. Gazy w postaci aerozolu rozpylają się jak dezodorant w sprayu: są wrażliwe na wiatr, nie można ich używać w zamkniętych pomieszczeniach i mają niewielki zasięg – do 2,5 metra. Gazy w żelu „wystrzeliwują” strumień podobny do piany. Ma on znacznie lepszą skuteczność, gdyż osiada na trafionych przedmiotach, ale trudniej trafić nim w cel.  
Niektóre gazy pieprzowe zawierają również specjalny barwnik UV, który jest niewidoczny gołym okiem, ale świeci w świetle ultrafioletowym, co umożliwia późniejsze rozpoznanie osoby, która została nim potraktowana.